# Pierre Van De Velde
Pour les articles homonymes, voir Van de Velde.
Pierre Van de Velde, né le 15 mai 1889 à Lovendegem et mort le 16 décembre 1977 à Knokke est un coureur cycliste sur route et sur piste belge.
Il fait partie du team des « Flandriens » managé par Karel Steyaert qui, pendant des années, sur toutes les pistes d’Europe, accumulent les succès dans les courses à l’américaine,.

## Biographie
Lors du championnat des Flandres en 1912, plusieurs coureurs se détachent, des coureurs de la province de Flandre orientale, dont Aloïs Persyn et des coureurs de Flandre occidentale, Henri Van Lerberghe, étant le plus connu ; mais ces coureurs ont décidé d'en faire un match inter-provincial. Pour éviter ce genre de combines, Steyaert décide de former des équipes de Six-jours, chaque paire composée de coureurs de chacune des deux provinces. Ils se rendent alors à Bruxelles, d'abord pour les 24 heures de Bruxelles, ensuite pour les Six-Jours de Bruxelles. Van de Velde, associé à Persyn finit 6e des six jours de Bruxelles 1912.
Il remporte le Championnat des Flandres 1921 et les Six Jours de Londres en 1923 ; en 1914, il termine troisième du Tour des Flandres et septième de Paris-Roubaix.

## Palmarès
- 1913
  - 24 heures de Bruxelles avec Achiel Depauw

- 1914
  - 3e du Tour des Flandres

- 1915
  - 3e des Six Jours de Bruxelles avec Marcel Buysse

- 1919
  - 3e des Six Jours de Bruxelles avec Aloïs Persyn[4]

- 1920
  - Six heures de Paris avec Dossche[5],[6]

- 1921
  - Championnat des Flandres
  - Six heures de Bruxelles avec Henri Van Lerberghe[7]

- 1922
  - Américaine des As au Vél' d'Hiv avec Aloïs Persyn[8]
  - Américaine de 100 km au Vél' d'Hiv avec  Aloïs Persyn[9]

- 1923
  - Six Jours de Londres avec Aloïs Persyn[10],[11]
  - 3e des Six Jours de Paris avec Aloïs Persyn
  - 2e Championnat des Flandres
  - Six heures de Bruxelles avec Jules Van Hevel[12]

## Résultats sur le Tour de France
1 participation
- 1913 : Abandon 3e étape